# فانوس دریایی (فیلم ۲۰۱۹)
فانوس دریایی (انگلیسی: The Lighthouse) فیلمی به کارگردانی رابرت اگرز است که در سال ۲۰۱۹ منتشر شد. بازیگران این فیلم رابرت پتینسون و ویلم دفو هستند. داستان کلی فیلم درمورد دو نگهبان فانوس دریایی است که در جزیره‌ای دور افتاده در دههٔ ۱۸۹۰ مشغول به کار هستند و با گذر زمان و وقوع طوفانی بزرگ در آن مکان، درگیر اتفاقات شومی می‌شوند. این فیلم از دسته‌بندی‌های رایج ژانری فراتر رفته و تفسیرهای مختلفی از جمله فیلم ترسناک، دلهره‌آور روان‌شناختی، یا مطالعه شخصیت‌ دارد.
ایدهٔ فانوس دریایی ابتدا از بازآفرینی مکس اِگِرز از داستان کوتاه ناتمام ادگار آلن پو به همین نام شکل گرفت. وقتی مکس نتوانست اقتباسش را کامل کند، رابرت اِگِرز به توسعهٔ آن کمک کرد و برای داستان از افسانه‌ای قرن نوزدهمی دربارهٔ حادثه‌ای در یک فانوس دریایی ولزی الهام گرفت. فانوس دریایی از نظر بصری از عکاسی نیوانگلند دهه ۱۸۹۰، سینمای فرانسوی با تم دریایی دهه ۱۹۳۰ و هنر سمبولیسم تأثیر گرفته است. تصویربرداری اصلی در نوا اسکوشیا، کانادا، از آوریل ۲۰۱۸ آغاز شد و کمی بیش از یک ماه طول کشید. فیلم به‌صورت سیاه‌وسفید و با نسبت تصویر تقریباً مربعی ۱٫۱۹:۱ فیلم‌برداری شد.
فانوس دریایی برای نخستین بار در جشنواره فیلم کن در ۱۹ مه ۲۰۱۹ به نمایش درآمد و در ۱۸ اکتبر ۲۰۱۹ توسط ای۲۴ در ایالات متحده اکران شد. با بودجه‌ای بین ۴ تا ۱۱ میلیون دلار، بیش از ۱۸ میلیون دلار فروش داشت و تحسین گسترده منتقدان را برانگیخت، به‌ویژه برای کارگردانی، تصاویر بصری و اجراهای دفو و پتینسون. این فیلم جوایز و نامزدی‌های متعددی به دست آورد؛ از جمله نامزدی بهترین فیلم‌برداری در نود و دومین دوره جوایز اسکار و هفتاد و سومین دوره جوایز بفتا.

## داستان
در دهه ۱۸۹۰، افرایم وینسلو به‌عنوان نگهبان فانوس دریایی یا «ویکی» برای چهار هفته به جزیره‌ای دورافتاده در سواحل نیوانگلند می‌رود و زیر نظر توماس ویک، ملوان سابق، کار می‌کند. در اقامتگاهش، وینسلو یک حکاکی کوچک از یک پری دریایی پیدا می‌کند و آن را در جیبش نگه می‌دارد. ویک از همان ابتدا سخت‌گیر است و وظایف سنگینی مثل خالی کردن لگن‌های توالت، تعمیر ماشین‌آلات، حمل بشکه‌های سنگین نفت سفید به بالای پله‌ها و رنگ‌آمیزی فانوس دریایی به وینسلو می‌سپارد، اما او را از ورود به اتاق چراغ فانوس منع می‌کند. وینسلو متوجه می‌شود که ویک هر شب پس از بالا رفتن از فانوس، لباس‌هایش را در مقابل نور درمی‌آورد. در طول اقامتش، وینسلو دچار توهماتی از هیولاهای دریایی و کنده‌های شناور روی آب می‌شود و با تصویر پری دریایی روی حکاکی به خودارضایی می‌پردازد. یک مرغ دریایی (کاکایی) یک‌چشم او را آزار می‌دهد، اما ویک به او هشدار می‌دهد که به خاطر خرافه‌ای که می‌گوید مرغ‌های دریایی روح ملوانان بازمتولدشده‌اند، آن را نکشد. یک شب هنگام شام، ویک فاش می‌کند که نگهبان قبلی‌اش پس از دیوانه شدن مرده است، و وینسلو می‌گوید که قبلاً چوب‌بر در ایالت مین بوده، در کانادا کار کرده و حالا دنبال شغل جدیدی است.
یک روز قبل از ترک برنامه‌ریزی‌شده جزیره، وینسلو یک مرغ دریایی مرده در مخزن آب پیدا می‌کند که آب آشامیدنی را خونی کرده است. مرغ دریایی یک‌چشم به او حمله می‌کند و وینسلو آن را به طرز وحشیانه‌ای می‌کشد. ناگهان جهت باد عوض می‌شود و طوفانی شدید جزیره را دربرمی‌گیرد. وینسلو و ویک آن شب مست می‌کنند و طوفان مانع آمدن قایق امداد در روز بعد می‌شود. هنگام خالی کردن لگن‌ها، وینسلو جسد یک پری دریایی را روی ساحل می‌بیند که بیدار می‌شود و به سمتش فریاد می‌کشد. او به کلبه فرار می‌کند و ویک به او می‌گوید که طوفان آذوقه‌شان را خراب کرده است. وینسلو فکر می‌کند قایق فقط یک روز تأخیر دارد، اما ویک می‌گوید هفته‌هاست که گیر افتاده‌اند. آن‌ها جعبه‌ای در پایه فانوس پیدا می‌کنند که وینسلو فکر می‌کند آذوقه اضافی دارد، اما پر از بطری‌های الکل است.
با ادامه طوفان، وینسلو و ویک هر شب مست می‌کنند و بین لحظات صمیمیت و خصومت در نوسان‌اند. یک شب، وینسلو سعی می‌کند کلیدهای اتاق چراغ را از ویک بدزدد و حتی به کشتن او فکر می‌کند. بعداً سر یک‌چشم نگهبان قبلی ویک را در تله خرچنگ می‌بیند. در حالت مستی، وینسلو اعتراف می‌کند که نام واقعی‌اش توماس هاوارد است و هویت افرایم وینسلو، سرپرست بی‌رحمش در کانادا را که عمداً اجازه داده غرق شود، دزدیده است. او توهم تهدیدآمیزی از ویک می‌بیند که او را متهم به «فاش کردن رازش» می‌کند و به سمت قایق کوچک می‌دود تا جزیره را ترک کند، اما ویک با تبر قایق را نابود می‌کند. پس از تعقیب و گریز، ویک ادعا می‌کند که هاوارد دیوانه شده و خودش قایق را خراب کرده است.
وقتی الکل تمام می‌شود، هاوارد و ویک مخلوطی از تربانتین و عسل می‌نوشند. آن شب، موجی عظیم دیوار کلبه‌شان را خراب می‌کند. صبح، هاوارد دفترچه یادداشت ویک را پیدا می‌کند که در آن او را کارمندی مست و ناکارآمد توصیف کرده و توصیه کرده بدون حقوق اخراج شود. دعوایشان بالا می‌گیرد و هاوارد در حالی که توهم پری دریایی، وینسلو واقعی و ویک به شکل موجودی پروتئوسمانند را می‌بیند، به ویک حمله می‌کند. او ویک را تا سرحد مرگ کتک می‌زند و به گودالی در پایه فانوس می‌برد تا زنده دفنش کند. پیش از بیهوشی، ویک از عذابی «پرومته‌ای» برای کسانی که به چراغ نگاه می‌کنند هشدار می‌دهد. هاوارد کلیدهای اتاق چراغ فانوس را می‌گیرد.
وقتی هاوارد برای گرفتن سیگار می‌رود، ویک با تبر به او حمله می‌کند. هاوارد او را خلع سلاح کرده و می‌کشد، سپس به بالای فانوس می‌رود. در اتاق چراغ، لنز فرنل به رویش باز می‌شود و او با فریادی دردناک به داخلش دست می‌برد و از پله‌های فانوس سقوط می‌کند. مدتی بعد، هاوارد نیمه‌جان و برهنه روی صخره‌ها افتاده، با چشمی آسیب‌دیده، در حالی که دسته‌ای مرغ دریایی از اعضای بدنش تغذیه می‌کنند.

## بازیگران
- رابرت پتینسون در نقش افرایم وینسلو / توماس هاوارد
- ویلم دفو در نقش توماس ویک
- والریا کارامان در نقش پری دریایی
- لوگان هاکس در نقش افرایم وینسلو واقعی
- کایلا نیکول در نقش زن روی صخره‌ها
- شان کلارک در نقش نگهبان در حال ترک
- پیر ریچارد در نقش دستیار نگهبان در حال ترک
- پرستون هادسون و جف کروتس در نقش خدمه قایق امداد

## مراحل فیلم

### طرح اولیه داستان
برادر کارگردان (رابرت اگرز) یعنی مکس اگرز، در ابتدا تصمیم داشت فیلمی بر اساس داستان "فانوس دریایی (The Light-House)" به نوشته ادگار آلن پو بسازد. اما موفق نشد و رابرت اگرز تصمیم گرفت که با مشارکت برادرش، فیلمی در همان دورهٔ زمانی بسازند و عناصر مرتبط به داستان آلن پو را حذف کنند و تنها شباهت آنها، عنوان آنهاست.

### انتخاب بازیگران
در فوریه ۲۰۱۸، حضور ویلم دفو در این فیلم اعلام شد. دفو قبلاً از طریق ایمیل با اگرز حرف زده بود و علاقه اش به فیلم قبلی اگرز یعنی جادوگر و تمایل خود را برای همکاری ابراز کرده بود. در اواخر همان ماه، رابرت پتینسون به تیم بازیگری ملحق شد. پتینسون نیز در گذشته با اگرز سر چند پروژه ملاقات کرده بود، اما به سرانجام نرسید.

### ساخت
اگرز از همان ابتدا می‌خواست که فیلم به صورت سیاه‌وسفید و با نسبت قاب ۱٫۱۹:۱ باشد تا علاوه بر ریشه داشتن در گذشته و دهه ۱۸۹۰، حس دنیایی گرفته و بی‌روح را تداعی کند. فیلمبرداری از آوریل ۲۰۱۸ در منطقه "کیپ فرشو (Cape Forchu)" واقع در نوا اسکوشیا کانادا که یک دهکده با محوریت ماهیگیری است آغاز شد و سی و چهار روز به طول انجامید. شرایط فیلمبرداری به علت دور از دسترس بودن لوکیشن و نیز شرایط آب و هوایی نامناسب و متغیر، سخت بود.
برای فیلم، یک فانوس دریایی فعال ساخته شد که هفت پا (معادل بیست متر) ارتفاع داشت و به گفته اگرز، از بیست و پنج کیلومتری قابل رویت بود.

## بازخوردها
فیلم از بازخوردهای خوبی بهره‌مند شد. طبق آماری از سایت راتن تومیتوز، فانوس دریایی از ۳۹۸ رای، دارای رتبهٔ ۹۰٪ با میانگین امتیاز ۸٫۱۰ شد. منتقدان این سایت در مورد فیلم گفتند: «داستانی هیجان انگیز و بسیار عالی فیلمبرداری شده و توسط دو نقش آفرینی قدرتمند پیش می‌رود. فانوس دریایی رابرت اِگرز را به عنوان فیلمساز استعدادی استثنایی تثبیت می‌کند.» این فیلم طبق ۵۲ منتقد متاکریتیک، امتیاز ۸۳ از ۱۰۰ را به دست آورد که نشان‌دهندهٔ «تحسین همگانی» است.

## برخی از افتخارات
- نامزد اسکار بهترین فیلمبرداری
- نامزد بفتا بهترین فیلمبرداری
- نامزد جایزه انتخاب منتقدان برای بهترین فیلم‌برداری و نقش مکمل مرد
- نامزد جایزه ایندیپندنت اسپیریت برای بهترین بازیگر نقش اول و نقش مکمل، بهترین کارگردانی، بهترین تدوین و بهترین فیلمبرداری
- برنده جایزه انجمن منتقدین فیلم سن دیگو برای بهترین فیلمبرداری
- برنده جایزه بهترین بازیگر نقش مکمل در انجمن منتقدان فیلم کلمبوس
- برنده جایزه بهترین بازیگر مکمل و بهترین دید مبتکرانه انجمن روزنامه نگاران فیلم ایندیانا
- برنده جایزه بهترین بازیگر مکمل انجمن منتقدان فیلم لاس وگاس
- برنده جایزه ستلایت برای بهترین بازیگر نقش مکمل
- برنده جایزه انجمن منتقدین فیلم سن دیگو برای بهترین فیلمبرداری